# Löweneck
Löweneck är en numera utslocknad adelsätt introducerad på Riddarhuset i Stockholm. Ätten adlades den 24 september 1719 och introducerades året därpå. Ätten Löweneck var kortlivad och utslocknade redan 1735.